# تخطيط كهربية الدماغ

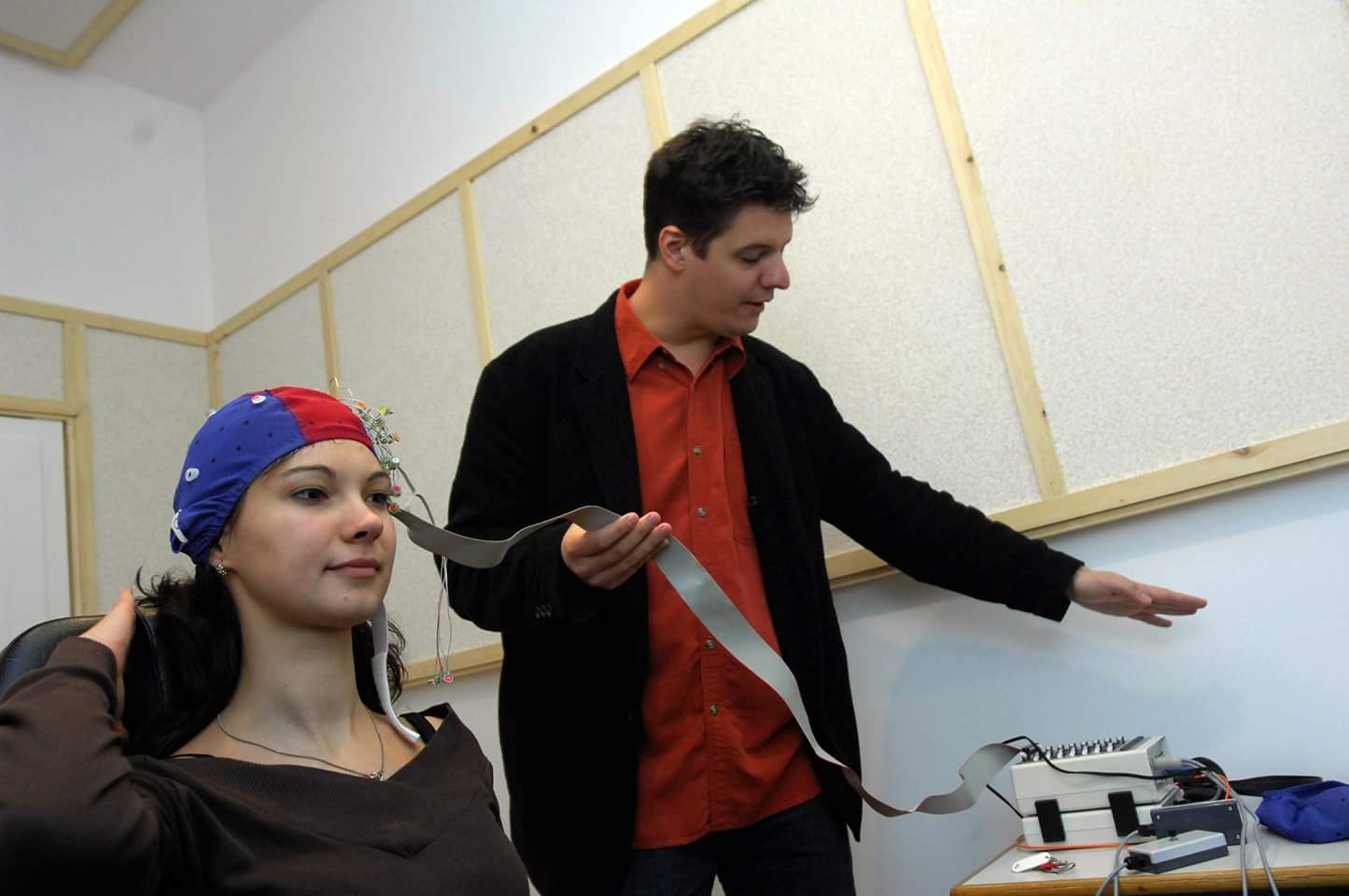
تخطيط كهربية الدماغ (EEG)

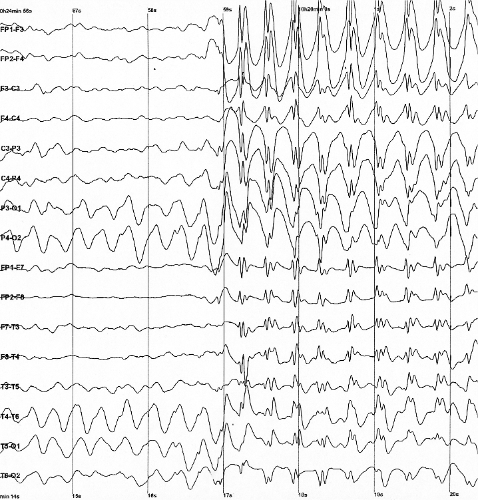
تخطيط (مسمار وموجة) لمرض الصرع كما يظهر من خلال تخطيط كهربية الدماغ

تخطيط كهربية الدماغ أو تخطيط أمواج الدماغ (بالإنجليزية: Electroencephalography)‏ (اختصارًا EEG) هو آلية لتسجيل النشاط الكهربائي للدماغ على طول فروة الرأس. عادة ما يكون غير اجتياحي، ولكن تستخدم أقطاب متوغلة في تطبيقات خاصة. يقيس تخطيط كهربية الدماغ التقلبات في الجهد الناتجة عن تيارات أيونية في عصبونات الدماغ. يشار إلى هذه التقنية في المجالات السريرية إلى أنها تسجيلٌ للنشاط الكهربائي التلقائي للدماغ خلال فترة من الزمن، ويقاس بواسطة عدة أقطاب موضوعة على فروة الرأس، وتركز الاستعمالات التشخيصية بشكل عام على المحتوى الطيفي لتخطيط كهربية الدماغ، أي نوع التذبذات العصبية التي يمكن أن تظهر في إشارات التخطيط الدماغي.
يستعمل تخطيط الدماغ بشكل كبير لتشخيص الصرع، الذي يسبب أنماطاً غير طبيعية في قراءة التخطيط الدماغي. تستعمل هذه الآلية أيضا لتشخيص اضطرابات النوم، الغيبوبة، الاعتلالات الدماغية، والموت الدماغي. استعمل التخطيط الدماغي سابقا كطريقة تشخيص أولى للأورام والسكتة وغيرها من اضطرابات الدماغ البؤرية، إلا أن استعمالها قد تضائل مع ظهور تقنيات تصوير تشريحية عالية الدقة مثل: التصوير بالرنين المغناطيسي (MRI) والتصوير المقطعي المحوسب (CT). رغم محدودية دقته المكانية، لا يزال تخطيط الدماغ أداة قيمة في مجالات البحث والتشخيص، وبشكل خاص عند الحاجة إلى دقة زمانية بمقدار جزء من الألف من الثانية والتي لا توفرها تقنيات أخرى مثل الرنين المغناطيسي والتصوير المقطعي.
من مشتقات تخطيط كهربية الدماغ ما يعرف بالجهود المُثارة (EP)، التي تتضمن معادلة نشاط تخطيط كهربية الدماغ ليكون مثبتا زمنياً مع التعريض لمحفز معين (محفز بصري، أو لمسي، أو سمعي). وتشير الجهود المرتبطة بحدث (ERP) إلى استجابات تخطيط كهربية الدماغ المعدالة الذي هو مثبت زمنياً لعمليات أكثر تعقيداً للمحفزات؛ تستعمل هذه التقنية في العلوم الاستعرافية، علم النفس المعرفي، وأبحاث فسيولوجيا علم النفس.

## الاستعمال الطبّي

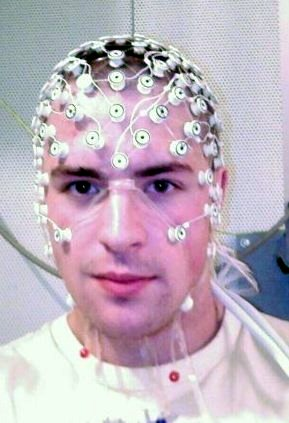
عدة تسجيل تخطيط كهربية الدماغ

يستغرق تسجيلٌ تخطيط كهربية الدماغ السريري الاعتيادي عادة فترة 20-30 دقيقة (إضافة إلى وقت التحضير)، ويتضمن عادة التسجيل عبر أقطاب على فروة الرأس، ويُستخدم تخطيط كهربية الدماغ الاعتيادي في الظروف السريرية الآتية:
- لتمييز النوبات الصرعية عن أنواع أخرى من الفواصل، مثل النوبات اللاصرعية النفسية المنشأ، والإغماء، واضطرابات الحركة تحت القشرية، وأنواع الصداع النصفي.
- للتفريق بين الاعتلال الدماغي «العضوي» أو الهذيان من المتلازمات الأولية المتعلقة بطب النفس مثل الجامود.
- لتستخدم كفحصٍ ملحق للموت الدماغي.
- للتنبؤ بسير المرض عند مرضى في غيبوبة في حالات معينة.
- لاتخاذ قرار بشأن قطع استعمال الأدوية المضادة للصرع أو ابقائها.

ثمة أوقات، يكون فيها تخطيط كهربية الدماغ الاعتيادي غير كافٍ، خاصةً عند ضرورة إجراء تسجيل لمريض أثناء حدوث نوبة. في هذه الحالة، يمكن إدخال المريض المستشفى لعدة أيام أو أسابيع، حيث يُسجل فيها تخطيط الدماغ بشكل مستمر (بالتزامن مع تسجيل للصوت والصورة لذلك المريض)، تسجيل نوبة فعلية (أي تسجيلٌ نشبيّ، بدلاً من تسجيل بين نشبي يؤخذ في أوقات بين النوبات لمريض من المحتمل إصابته بالصرع) ويمكن أن يقدم معلومات أفضل بكثير عن ما إذا كانت فاصلة ما هي نوبة صرعية أم لا، وعن البؤرة في الدماغ التي ينطلق منها نشاط النوبة.
يراقب مريض الصرع للأغراض الآتية:
- لتمييز النوبات الصرعية عن أنواع أخرى من الفواصل، مثل النوبات اللاصرعية نفسية المنشأ، الإغماء، اضطرابات الحركة التحت قشرية، وأنواع الصداع النصفي.
- لتحديد خصائص النوبات لأغراض علاجية.
- لتحديد المنطقة التي تنشا منها النوبة في الدماغ من أجل التحضير لجراحة ممكنة.

إضافة إلى ذلك، قد يستعمل تخطيط كهربية الدماغ لمراقبة إجراءات معينة، مثل:
- لمراقبة عمق التخدير.
- كمؤشر غير مباشر لحدوث إرواء مخي في عملية استئصال باطنة الشريان السباتي.
- لمراقبة أثر الأموباربيتال خلال فحص (وادا).

يمكن أيضاً استخدام هذه التقنية في وحدات العناية الفائقة لمراقبة وظائف المخ:
- لمراقبة النوبات اللاتشنجية/ الحالة الصرعية اللاتشنجية.
- لمراقبة أثر التخدير على المرضى في الغيبوبة المحفزة طبياً (لعلاج النوبات المقاومة للعلاج أو أرتفاع الضغط داخل الجمجمة).
- لمراقبة التلف الدماغي الثانوي في حالات مثل نزف تحت العنكبوتية (يستعمل حالياً في الأبحاث).

في حالة الجراحة الاستئصالية عند مريض الصرع، غالبا ما يلزم تحديد البؤرة (المصدر) التي ينشأ منها النشاط الدماغي بدقة أعلى من تلك التي يوفرها تخطيط كهربية الدماغ عن فروة الرأس. ذلك بسبب أن السائل الدماغي الشوكي والجمجمة والفروة يعملون على «تشويش» الجهود الكهربائية المسجلة بواسطة تخطيط الدماغ من فروة الرأس. في هذه الحالات، يقوم جراحو الأعصاب عادة بزراعة شرائط وشبكات من الأقطاب الكهربائية (أو أقطاب مخترقة للعمق) تحت الأم الجافية، من خلال إما عملية حج القحف أو نقب الجمجمة. تسجيل هذه الأشارات يسمى: تخطيط قشرة الدماغ (ECoG) أو تخطيط كهربية دماغ تحت جافي (sdEEG) أو داخل قحفي (icEEG), كل هذه المصطلحات تشير إلى الأمر ذاته. إن الإشارات المسجلة من تخطيط قشرة الدماغ تكون على مستوى نشاط مغاير لذلك المسجل في تخطيط فروة الرأس. يمكن للمكونات منخفضة الجهد عالية التردد التي يصعب مشاهدتها (أو يستحيل) في تخطيط فروة الرأس أن ترى بوضوح في تخطيط قشرة الدماغ. كما تستطيع الأقطاب الصغيرة (التي تغطي جزءاً أصغر من سطح الدماغ) أن تظهر مكونات أسرع وذات جهد أقل من نشاط الدماغ. بعض المواقع السريرية تسجل بواسطة اقطاب دقيقة مخترِقة. يمكن استخدام ال (EEG) على جميع الأطفال المرضى الذين يعانون من أول نوبة من تشنجات غير مصحوبة بالحمى أو تشنجات معقدة مصحوبة بالحمى. لا يستعمل تخطيط كهربية الدماغ لتشخيص الصداع. يعتبر الصداع المتكرر مشكلة ألم شائعة، ومن الممكن هنا استعمال هذه التقنية للبحث عن تشخيص، إلا انها لا تتميز عن إجراءات التقييم السريري الاعتيادية

## الاستعمال البحثي
تستعمل تخطيط كهربية الدماغ ودراسة الجهود المتعلقة بحدث (ERPs) ذات العلاقة بشكل كبير في أبحاث علم الأعصاب، العلم الاستعرافي، علم النفس المعرفي، اللغويات العصبية، وفسيولوجيا علم النفس. كثير من تقنيات تخطيط الدماغ المستعملة في الأبحاث ليست موحدة بما يكفي للاستعمال السريري.

### الإيجابيات
هناك الكثير من الطرق الأخرى لدراسة وظائف الدماغ، منها: تصوير الرنين المغناطيسي الوظيفي (fMRI), تصوير الإصدار البوزيتروني المقطعي، تخطيط الدماغ المغناطيسي (MEG)، مطيافية الرنين المغناطيسي النووي، تخطيط قشرة الدماغ، التصوير بأشعة جاما (SPECT)، مطيافية بالأشعة القريبة من تحت الحمراء (NIRS)، والإشارة البصرية المرتبطة بحدث (EROS). بغض النظر عن الحساسية المكانية الضعيفة نسبياً لتخطيط كهربية الدماغ، إلا أنه يتميز بعدة ميزات عن بعض تلك التقنيات:
- كلفة المعدات اقل بكثير من معدات معظم التقنيات الأخرى.[7]
- يمنع المحدودية في توفر القنيين لتقديم عناية سريعة في المستشفيات المزدحمة.[8]
- يمكن لحساسات التخطيط الدماغي أن تستعمل في أماكن أكثر من fMRI, SPECT, PET, MRS, MEG, اذ أن تلك التقنيات تتطلب معدات ثابتة وكبيرة. مثلاً، تحتاج تقنية MEG أدوات تتكون من مستشعرات مبردة بالهيليوم السائل التي لا يمكن استعمالها إلا في غرف محمية مغناطيسياً، ما قد يكلف مجتمعة عدة ملايين دولار.[9] كمان أن fMRI تتطلب استعمال مغناطيس بحجم 1 طن في غرفة محمية ايضاً.
- تمتلك دقة زمانية عالية جداً بنظام درجة واحد من ألف من الثانية بدلاً من الثواني. يسجل تخطيط الدماغ عادة بمعدلات معاينة تتراوح بين 250 و 2000 هيرتز في الأوضاع السريرية والبحثية، إلا أن أنظمة جمع المعلومات الحديثة لتخطيط الدماغ قادرة على التسجيل لمعدلات معاينة تفوق 20,000 هيرتز إذا لزم.MEG و EROS هي التقنيات الغير متوغلة المستعملة في علم الأعصاب الاستعرافي الوحيدة التي تتطلب بيانات بهذا المستوى من الدقة الزمانية.([9]
- لا تتأثر نسبياً بحركة المريض، بعكس معظم تقنيات التصوير العصبي الأخرى. حتى أنه يوجد تقنيات تعمل على تقليل أو حتى إزالة خوادع الحركة من بيانات تخطيط الدماغ.[10]
- تخطيط كهربية الدماغ هي تقنية صامتة، مما يساعد في دراسة أفضل للاستجابات للمحفزات الصوتية.[11]
- لا تعمل على مفاقمة رهاب الاماكن المغلقة، بعكس fMRI, PET, MRS, SPECT, وأحياناً MEG.[12]
- لا تتضمن التعرض لمجال مغناطيسي عالي الكثافة (أعلى من 1 تسلا)، كما في تقنيات أخرى، خاصة MRI و MRS. يمكن لمثل تلك المجالات أن تسبب عدة مشاكل غير مرغوب بها في البيانات، كذلك تمنع استعمال تلك التقنيات مع أشخاص مع غرسات معدنية في أجسادهم، مثل ضابط الإيقاع المحتوي على معدن.[13]
- لا يتضمن التعرض لربائط مشعة، بخلاف تقنية تصوير الإصدار البوزيتروني المقطعي.
- دراسات ERP يمكن أن تجرى بنماذج بسيطة نسبياً، مقارنة بدراسات IE block-design fMRI.
- غير متوغلة بتاتاً، بخلاف تخطيط قشرة الدماغ الذي يتطلب فعليا وضع أقطاب على سطح الدماغ.

يمتلك تخطيط كهربية الدماغ أيضاً ميزات مرغوبة في اختبار السلوك:
- بإمكانه كشف المعالجة الخفية (أي المعالجة التي لا تتطلب استجابة).[14]
- يمكن استعماله مع أشخاص يعجزون عن القيام باستجابات حركية.[15]
- يمكن التقاط بعض مكونات ERP حتى عندما لا يكون الشخص منتبهاً للمحفزات.
- بخلاف الطرق الأخرى في دراسة زمن رد الفعل، يمكن لتقنية ERP تحليل مراحل من المعالجة (وليس فقط النتيجة النهائية).[16]
- يعد تخطيط كهربية الدماغ أداة قوية لمتابعة تغيرات الدماغ خلال مراحل مختلفة من الحياة. يمكن لتحليل النوم بواسطة تخطيط الدماغ أن يظهر جوانب هامة من التسلسل الزمني لتطور الدماغ، بما في ذلك تقييم نضوج دماغ المراهق.[17] علماً أنه يمكن مراقبة النشاط الدماغي أيضا من خلال التصوير المقطعي.[18]
- ثمة معرفة أفضل لماهية الإشارة المقاسة في هذه التقنية مقارنة بتقنيات بحث أخرى، أي استجابة BOLD في تقنية MRI.

### السلبيات
- الدقة المكانية المنخفضة على فروة الرأس. إذ يمكن لتقنية fMRI –على سبيل المثال- أن تظهر المناطق النشطة من الدماغ بشكل مباشر، في حين يحتاج تخطيط كهربية الدماغ إلى تحليل مكثف لمجرد افتراض المناطق التي تنشطها استجابة معينة.[19]
- يصعب التقاط أي نشاط عصبي يتم تحت الطبقات العليا من الدماغ (القشرة).
- بعكس تقنيات PET و MRS ، تعجز عن تحديد مناطق معينة في الدماغ التي يمكنن أن تتواجد فيها النواقل العصبية، الأدوية، إلخ.[13]
- عملية ربط شخص بعدة تخطيط الدماغ تتطلب وقتاً طويلاً في العادة، إذ أنها تتطلب وضع عشرات الأقطاب بدقة حول الرأس واستعمال أنواع مختلفة من الهلام والمحاليل الملحية و/أو مواد عجينية لتثبتها في مكانها. وبالرغم من اختلاف المدة الزمنية باختلاف أداة التخطيط المستعملة، فإنه يمكن القول أن تحضير الشخص لإحدى تقنيات MEG, fMRI, MRS, أو SPECT يأخذ وقتاً أقصر بكثير.
- معدل الإشارة-إلى-التشويش قليل، وبالتالي يلزم تحليل بيانات معقدة وعدد كبير من الأفراد لاستخلاص معلومات مفيدة من تخطيط كهربية الدماغ.[20]

### مع تقنيات أخرى للتصوير العصبي
تم بنجاح استخدام التسجيل بواسطة تخطيط الدماغ والمسح بواسطة (fMRI) معا بشكل متزامن، على الرغم من ذلك فإن التسجيل المتزامن للتقنيتين يتطلب التغلب على الكثير من الصعوبات الفنية، مثل وجود شوائب لتخطيط القلب البالستي، بقايا نبض ال (MRI)، وتحفيز التيارات الكهربائية في اسلاك ال (EEG) التي تنتقل خلال حقل مغناطيسي قوي لل (MRI). لكن تم التغلب على هذه التحديات بنجاح في عدد من الدراسات.
ينتج ال (MRI) صور مفصلة منتجة عن طريق توليد حقول مغناطيسية قوية التي من الممكن ان تحفز إنتاج قوة ازاحة وعزم دوران مضرين. هذه الحقول تنتج ترددات راديوية حارة من المحتمل ان تكون ضارة وتنتج شوائب للصور تعكس رداءة الصور. بسبب هذه المخاطر المحتملة، فإن فقط اجهزة معينة يمكن استخدامها في بيئة ال (MR).
بشكل متشابه، تم استخدام تسجيلات ال (MEG) وال (EEG) معا بشكل متزامن، الذي نتج عنه العديد من الايجابيات مقارنة عند استخدام كل تقنية على حدى:
- يتطلب ال (EEG) معلومات دقيقة حول جوانب معينة من الجمجمة التي من الممكن تقييمها، كقطر الجمجمة وموصليات مواقع مختلفة من الجمجمة. بالمقابل فإن تقنية (MEG) لا تحتاج إلى هذه المعلومات، وبالتالي فإن استخدام التقنيتين معا يلغي الحاجة إلى هذه المعلومات.
- (MEG) و (EEG) يكشفان النشاط تحت سطح قشرة الدماغ بشكل ضعيف، ومثل ال (EEG)، يزداد مستوى الخطأ مع ازدياد العمق تحت سطح قشرة الدماغ عند محاولات الفحص. على الرغم من ذلك، فإن الاخطاء الناتجة من كلا التقنيتان تختلفان كثيرا، بالتالي استخدامهما معا يصلح بعض هذه الاخطاء.
- (MEG) لا يستطيع الوصول لأي مصدر للنشاط الدماغي تحت قشرة الدماغ بعدة سنتيمترات. بالمقابل، (EEG) يستطيع استقبال اشارات من اماكن اعمق تحت القشرة، لكن مع درجات اعلى من الخطأ. بالتالي استخدامهما معا يجعل الامر أسهل لتحديد الاشارات القادمة من السطح من إشارة ال EEG(بما أن (MEG) دقيقة جدا في الكشف عن الاشارات القادمة من السطح)، وتحديد الاشارات القادمة من اماكن اعمق في الدماغ، وهذا يساعد في تحليل اشارات اعمق مقارنة عند استخدام كل تقنية بشكل منفصل.[24]

استخدم ال (EEG) مع التصوير المقطعي بالإصدار البوزيتروني. وهذا سمح للباحثين بمعرفة اشارات ال (EEG) المصاحبة لمختلف الأدوية في الدماغ.

## آلية العمل
يتم المحافظة على الشحنة الكهربائية للدماغ من خلال مليارات من الخلايا العصبية. الخلايا العصبية مشحونة كهربائيا (مستقطبة) من خلال البروتينات الناقلة في الغشاء الخلوي، حيث تقوم بضخ الايونات عبر أغشيتها. تقوم الخلايا العصبية باستبدال الأيونات بشكل ثابت مع المحيط الخارجي للخلية، على سبيل المثال للمحافظة على جهد الراحة ونشر جهود الفعل. الايونات ذات الشحنة المتشابهة تتنافر مع بعضها البعض، فعندما يتم إخراج عدد كبير من الايونات خارج الخلايا العصبية في نفس الوقت، تقوم الايونات بدفع الايونات المجاورة لها فتقوم الأخرى بدفع ما يجاورها وهكذا على شكل موجة. تعرف هذه العملية بحجم التوصيل. عندما تصل موجة الايونات للأقطاب الموجودة على فروة الرأس، تقوم بدفع وسحب الالكترونات على الجزء المعدني على الأقطاب. وبما أن المعدن موصل سهل للدفع والسحب، يمكن قياس الفرق في جهد الدفع أو السحب بين أي قطبين من خلال جهاز الفولتميتر. تسجيل هذه الجهود مع الوقت يعطينا تخطيط الدماغ.
الجهد الكهربائي الناشئ من خلية عصبية واحدة صغير جدا ليتم التقاطه بواسطة (EEG) و (MEG). بالتالي فإن نشاط (EEG) يعكس دائما مجموع الاف أو ملايين الخلايا العصبية المتزامنة ذات الاتجاه المكاني المتماثل. إذا كانت الخلايا العصبية لا تمتلك نفس الاتجاه المكاني، فإن ايوناتها لا تصطف ولا تنتج أمواجا يمكن قياسها. يعتقد أن الخلايا العصبية الهرمية الموجودة في قشرة الدماغ تنتج معظم اشارت ال (EEG) لأنها مصطفة بانتظام وتنطلق معا. لأن حقول الجهد تقل مع مربع المسافة، فإن كشف النشاط الناشئ من مصادر عميقة أصعب مقارنة مع التيارات القريبة من الجمجمة.
يظهر نشاط ال (EEG) لفروة الرأس ذبذبات على ترددات متنوعة. العديد من هذه الذبذبات تتميز بنطاقات تردد معينة، توزيعات مكانية، بالإضافة إلى انها مرتبطة بحالات مختلفة من عمل الدماغ (مثل المشي ومراحل النوم المختلفة). تمثل هذه الذبذبات نشاطات متزامنة لشبكة من الخلايا العصبية. بعض الشبكات العصبية التي يكمن وراءها بعض الذبذبات مفهومة (مثل الرنين المهادي القشري يكمن وراء تموجات النوم)، بينما العديد منها غير مفهومة (مثل النظام الذي ينتج الإيقاع الاساسي الخلفي). أحد الابحاث الذي يدرس ال (EEG) وارتفاعات الخلايا العصبية وجد أن العلاقة بينهما هي علاقة معقدة، والمزج بين طاقة ال (EEG) في حزمة جاما والحالة في حزمة دلتا يرتبطون بقوة مع نشاط الخلية العصبية الغزلية.

## الطريقة

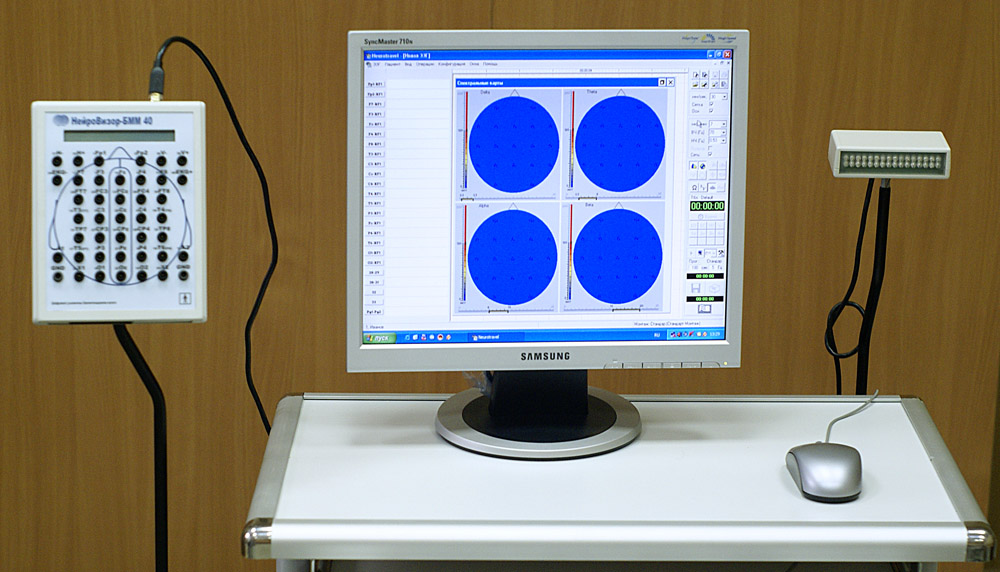
جهاز حاسوب لتخطيط امواج الدماغ

في ال (EEG) التقليدي لفروة الرأس، يتم التسجيل من خلال وضع اقطاب على فروة الرأس مع جل أو لاصق موصل، عادة يوضع ذلك بعد تحضير منطقة فروة الرأس بكشط خفيف لتقليل الممانعة الناتجة عن خلايا الجلد الميتة. العديد من الانظمة عادة تستخدم اقطاب، كل منها متصل بسلك منفرد. بعض الانظمة تستخدم قبعات أو شبكات والتي توضع فيها الأقطاب؛ وهي شائعة خاصة عند الحاجة إلى صفوف من الاقطاب عالية الكثافة.
يتم تحديد مواقع وأسماء الاقطاب من خلال نظام 10-20 العالمي لمعظم التطبيقات السريرية والبحثية (إلا في حالة استخدام الصفوف عالية الكثافة). يضمن هذا النظام توحيد أسماء الاقطاب في جميع المختبرات. في معظم التطبيقات السريرية، يتم استخدام 19 قطب تسجيل (بالإضافة إلى أرض ونظام مرجعي). عدد أقل من الاقطاب تستخدم عادة لتسجيل تخطيط الدماغ من حديثي الولادة. اقطاب اضافية يمكن اضافتها للنظام في بعض التطبيقات البحثية أو السريرية لزيادة الدقة المكانية لمنطقة معينة من الدماغ. الصفوف عالية الكثافة (عادة عن طريق القبعة أو الشبكة)، يمكن أن تحتوي حتى 256 قطب، أكثر أو أقل موزعة بالتساوي حول فروة الرأس.
كل قطب يتصل بمدخل واحد لمكبر تبايني (مكبر واحد لكل زوج من الأقطاب)؛ ويتم ربط قطب نظام مرجعي شائع بالمدخل الآخر لكل مكبر تبايني. هذه المكبرات تكبر فرق الجهد بين القطب الفعال والقطب المرجعي (عادة من 1000_100,000 مرة، أو 60-100 ديسيبل من زيادة الجهد). في ال (EEG) التناظري، ترشح الإشارة بعد ذلك (الفقرة التالية)، وتخرج إشارة التخطيط على شكل انحرافات اقلام على ورقة تمر تحتها.
معظم انظمة ال (EEG) هذه الايام رقمية، ورُقّمت الإشارة المكبرة من خلال محوّل تناظري رقمي، من بعد المرور خلال مرشح مضاد للتشويش. المعاينة التناظرية لرقمية تحدث على 256-512 هيرتز في جهاز ال (EEG) لفروة الرأس؛ تستخدم نسب معاينة حتى 20 كيلو هيرتز في بعض التطبيقات البحثية.
يمكن استخدام مجموعة من عمليات التنشيط خلال عملية التسجيل. هذه العمليات يمكن ان تحفز نشاط عادي أو غير عادي لل (EEG) بحيث لا ترى بطرق أخرى. هذه العمليات تتضمن فرط التهوية، تحفيز ضوئي (من خلال ضوء صاعق)، اغلاق العين، النشاط العقلي، النوم وقلة النوم. خلال متابعة مرض الصرع (في نزيل مستشفى)، قد يتم سحب أدوية نوبات التشنج المتخصصة من المريض.
يتم تخزين إشارة ال (EEG) الرقمي الكترونيا ومن الممكن ترشيحها لعرضها. الضبط النموذجي لمرشح الترددات العالية ومرشح الترددات المنخفضة هو 0.5-1 هيرتز و 35-70 هيرتز، على التوالي. يرشح مرشح الترددات العالية عادة الشوائب البطيئة، كالإشارات الجلفانية الإلكترونية وشوائب الحركة، بينما مرشح الترددات المنخفضة يرشح الشوائب ذات الترددات العالية، كإشارات التخطيط العضلي الإلكتروني. مرشح اضافي عادة يستخدم لإزالة الشوائب الناتجة عن خطوط الطاقة الكهربائية (60 هيرتز في الولايات المتحدة و 50 هيرتز في عدد من الدول الأخرى).
تتم معالجة إشارة ال (EEG) من خلال برمجيات EEG المتوفرة مجانا مثل EEGLAB و Neurophysiological Biomarker Tool Box.
كجزء لتقييم جراحة الصرع، قد يكون من الضروري وضع اقطاب قريبة من سطح الدماغ وتحت سطح الام الجافية. يحدث هذا من خلال ثقب حفرة أو حج القحف. تعود هذه العملية ل " التخطيط الكهربائي لقشرة الدماغ (ECoG), داخل الجمجمة (IEEG) أو تحت الام الجافية (SD-EEG). اقطاب عميقة يمكن وضعها داخل أجزاء الدماغ، مثل اللوزة الدماغية وقرن امون، التي تعتبر بؤر صرع شائعة والتي من الممكن ان لا ترى بشكل واضح من خلال ال (EEG) لفروة الرأس. تُعالج إشارة التخطيط الكهربائي لقشرة الدماغ بنفس طريقة ال (EEG) الرقمية لفروة الرأس (في الأعلى)، بالإضافة للقليل من الحذر. يُسجلECoG عادة عند درجات معاينة اعلى من ال (EEG) لفروة الرأس بسبب متطلبات مبرهنة المعاينة- أن إشارة تحت الام الجافية تتكون من كميات كبيرة من المكونات عالية التردد. أيضا، العديد من الشوائب التي تؤثر على (EEG) لفروة الرأس لا تؤثر على (ECoG)، وبالتالي لا توجد حاجة لعرض المرشح عادة.
اشارات ال (EEG) النموذجية للإنسان تتراوح بين 10-100 ميكروفولت في مقدارها عندما تقاس من فروة الرأس (31) وحوالي 10-20 ملي فولت عندما تقاس من الاقطاب الموجودة تحت الام الجافية.
بما أن إشارة جهد ال (EEG) تمثل الفرق في الجهد بين قطبين، فإنه يمكن ضبط عرض ال (EEG) لقارئ تخطيط امواج الدماغ في عدة طرق. يسمى تمثيل قنوات ال (EEG) بالمونتاج.
المونتاج المتسلسل
تمثل كل قناة (على شكل موجة) الاختلاف بين قطبين متجاورين. تتكون عملية المونتاج الكلية من سلسلة من هذه القنوات. على سبيل المثال، تمثل قناة "Fp1-F3" فرق الجهد بين قطب Fp1 وقطب F3. وتمثل القناة التالية في المونتاج "F3-C3" فرق الجهد بين F3 و C3, وهكذا خلال جميع صفوف الاقطاب.
المونتاج المرجعي
تمثل كل قناة الفرق بين قطب معين وقطب مرجعي مخصص. لا يوجد موقع نموذجي للقطب المرجعي، لكنه في مواقع مختلفة عن مواقع أقطاب التسجيل. يستخدم عادة مواقع وسطية لأنها لا تقوم بتكبير الإشارة نصف دائرة واحدة على عكس الاخرين. تعد «الاذان المتصلة» مرجع شائع اخر، وهو عبارة عن معدل فيزيائي أو رياضي للاقطاب المتصلة بشحمتي الاذن أو الزوائد اللحمية.
مونتاج المرجع المتوسط
يتم تجميع واخذ متوسط جميع نتائج المكبرات، وتستخدم هذه الإشارة الوسطية كمرجع شائع لكل قناة.
المونتاج اللابلاسي
تمثل كل قناة الفرق بين القطب والمتوسط المرجح للاقطاب المجاورة.
عند استخدام ال (EEG) التناظري (الورقي)، يستطيع التقني التغيير بين المونتاجات المختلفة خلال عملية التسجيل لإظهار أو لتمييز أفضل لخصائص معينة لل (EEG). جميع الاشارات في ال (EEG) الرقمي مرقمة ومخزنة في مونتاج معين (عادة المونتاج المرجعي)؛ بما ان أي مونتاج يمكن أن يُبني رياضيا من أي مونتاج آخر، فيمكن عرض ال (EEG) بواسطة جهاز تخطيط امواج الدماغ في أي مونتاج عرض مرغوب به.
يُقرأ ال (EEG) من قبل متخصص في فسيولوجيا الاعصاب أو عالم اعصاب (يعتمد ذلك على العرف المحلي أو القوانين المتعلقة بالتخصصات الطبية)، ويفضل عادة من تلقى تدريبا خاصا في تحليل ال (EEG) لأغراض سريرية. يحدث هذا من خلال الفحص البصري للأشكال الموجية، تسمى العناصر الرسومية. استخدام الكمبيوتر لمعالجة اشارات ال (EEG) يعرف أيضا بتخطيط امواج الدماغ الكمي- والذي يعتبر استخدامه في الاغراض السريرية موضع جدل (على الرغم من استخدماته المتعددة للأغراض البحثية).

### القيود
لدى ال (EEG) العديد من القيود. أهمها ضعف الدقة المكانية. يعد ال (EEG) الأكثر حساسية لمجموعة معينة من الجهود البعد تشابكية العصبية، يتم توليد هذه الجهود في طبقات سطحية لقشرة الدماغ، وعلى قمم التلافيف العصبية مرتكزة مباشرة على الجمجمة وعلى محور الجمجمة. الزوائد الشجرية للخلية العصبية، والتي توجد على عمق أكبر في قشرة الدماغ، داخل الأتلام، في الوسط أو في الأجزاء العميقة (مثل التلفيف الحزامي أو قرن امون)، أو تنتج تيارات مماسية للجمجمة، تساهم بمقدار ضئيل جدا في اشارات ال (EEG).
لا تلتقط تسجيلات ال (EEG) جهود فعل المحاور العصبية مباشرة. يُمثَّل جهد الفعل بشكل صحيح على شكل تيار رباعي الاقطاب، مما يعني أن الحقل الناتج يقل بشكل اسرع مقارنة مع الحقول التي تنتجها التيارات ثنائية الاقطاب للجهود البعد تشابكية. بالإضافة لذلك، بما أن ال (EEG) تمثل متوسطات الاف الخلايا العصبية، فمن الضروري وجود تجمعات كبيرة من الخلايا العصبية التي تعمل بشكل متناسق لتسبب انحرافا شديدا على التسجيلات. تتميز جهود الفعل أنها سريعة جدا، ونتيجة لذلك، فإن فرص تجميع الحقول ضئيلة. على الرغم من ذلك، فإن الخلايا العصبية العكسية، التي تمتاز بزوائد عصبية ذات تيار ثنائي اقطاب أطول، يمكن التقاطها بواسطة اقطاب ال (EEG) وتمثل مؤشر دقيق لحدوث الناتج العصبي.
لا يقتصر عمل ال (EEG) على التقاط تيارات الزوائد العصبية بشكل حصري تقريبا كمعاكسة لتيارات المحاور العصبية فحسب، لكنه أيضا يظهر تفضيلا لنشاط تجمعات من التشعبات العصبية المتوازية وتنقل التيارات بنفس الاتجاه وفي نفس الوقت. تمد الخلايا العصبية الهرمية الخاصة بالطبقات القشرية رقم 2,3و 5 التشعبات العصبية القمية إلى الطبقة الأولى. التيارات التي تحرك هذه العمليات للأعلى والاسفل هي نفسها المسؤولة عن معظم الاشارات الناتجة عن تخطيط امواج الدماغ.
بالتالي، يزود ال (EEG) معلومات ذات انحياز كبير لاختيار أنواع الخلايا العصبية، وبشكل عام لا يجوز استخدامها كمرجع شامل لنشاط الدماغ. طبقة السحايا، السائل المخي الشوكي، والجمجمة «يلطخون» إشارة ال (EEG)، حاجبة مصدره الداخل قحفي.
من المستحيل رياضيا إعادة بناء مصدر فريد للتيار الداخل قحفي لإشارة معطاة من ال (EEG) ، بما أن بعض التيارات تنتج جهود فعل التي تلغي بعضها الآخر. وهذا يسمى بالمشكلة العكسية. على الرغم من ذلك، فإن تم القيام بعمل كثير لإنتاج تقييم واضح تقدر، على الأقل، لثنائي قطب كهربائي موضعي والذي يمثل التيارات المسجلة.

### EEG ضد fMRI, fNIRS و PET
يمتلك ال (EEG) نقاط قوة عديدة كأداة لاكتشاف النشاط الدماغي. تستطيع تقنيات تخطيط الدماغ الكشف عن التغيرات التي تحدث خلال أجزاء بالألف من الثانية، بحيث يعتبر جيدا عند الاخذ بعين الاعتبار أن جهد الفعل يحتاج ل 0.5-130 جزء بألف من الثانية للانتشار خلال خلية عصبية واحدة، وذلك تبعا لنوع الخلية العصبية. لدى بعض الطرق الأخرى للكشف عن النشاط الدماغي، مثل PET و fMRI دقة زمنية تتراوح بين الثواني والدقائق. يقيس ال (EEG) نشاط الدماغ الكهربائي بشكل مباشر، بينما الطرق الأخرى تسجل التغيرات في تدفق الدم (مثل SPECT, fMRI)، أو النشاط الايضي مثل (PET, NIRS)، والتي تعد من العلامات غير المباشرة لنشاط الدماغ الكهربائي. يمكن استخدام ال (EEG) وال (fMRI) معا، بالتالي فإنه من الممكن تسجيل معلومات ذات دقة زمنية عالية وفي نفس الوقت ذات دقة مكانية عالية، ومع ذلك، بما البيانات المأخوذة من كل منها تحدث في اوقات مختلفة، فإن مجموعة البيانات لا تمثل بالضرورة تماما نفس النشاط الدماغي. هناك مجموعة من المصاعب الفنية مصاحبة لهذا المزج، تتضمن الحاجة لازالة شائبة تدرج ال (MRI) الناتجة خلال تحصيل ال (MRI) وشوائب تخطيط القلب البالستي (الناتج من الحركة النبضية للدم والانسجة) من ال (EEG). بالإضافة إلى ذلك، يمكن تحفيز تيارات لنقل اسلاك اقطاب ال (EEG) من خلال الحقل المغناطيسي لل (MRI).
يمكن استخدام ال (EEG) بالتزامن مع ال (NIRS) دون صعوبات تقنية كبيرة. لا يوجد تأثير لهذه الطرق على بعضها الآخر، وتعطي قياسات مشتركة تعطي معلومات مفيدة حول النشاط الكهربائي بالإضافة إلى ديناميكا الدم الموضعية.

### EEG ضد MEG
يعكس ال (EEG) نشاط المشابك العصبية ذات العلاقة الناتجة عن الجهود البعد تشابكية العصبية للخلايا العصبية القشرية. لا تسهم التيارات الايونية المتضمنة في توليد جهود فعل سريعة بشكل كبير في جهود الحقل المعادلة التي تمثل ال (EEG). بشكل ادق، يُعتقد أن الجهود الكهربائية لفروة الرأس التي تنتج ال (EEG) تحدث من خلال تيارات ايونية خارج خلوية تحدث بواسطة النشاط الكهربائي للتشعبات العصبية، بينما الحقول التي تنتج اشارات تخطيط امواج الدماغ المغناطيسية مرتبطة بالتيارات الايونية الداخل خلوية. are associated with intracellular ionic currents .
يمكن تسجيل ال (EEG) بنفس الوقت مع ال (MEG)، بالتالي يمكن دمج المعلومات الناتجة عن التقنيات المكملة ذات الدقة الزمنية العالية.
تتم تطبيق دراسات عن المحاكاة الرقمية ل (EEG) 
و (MEG). مثل Dr. Oguz Tanzer, Ph.D. Thesis.

## النشاط الطبيعي

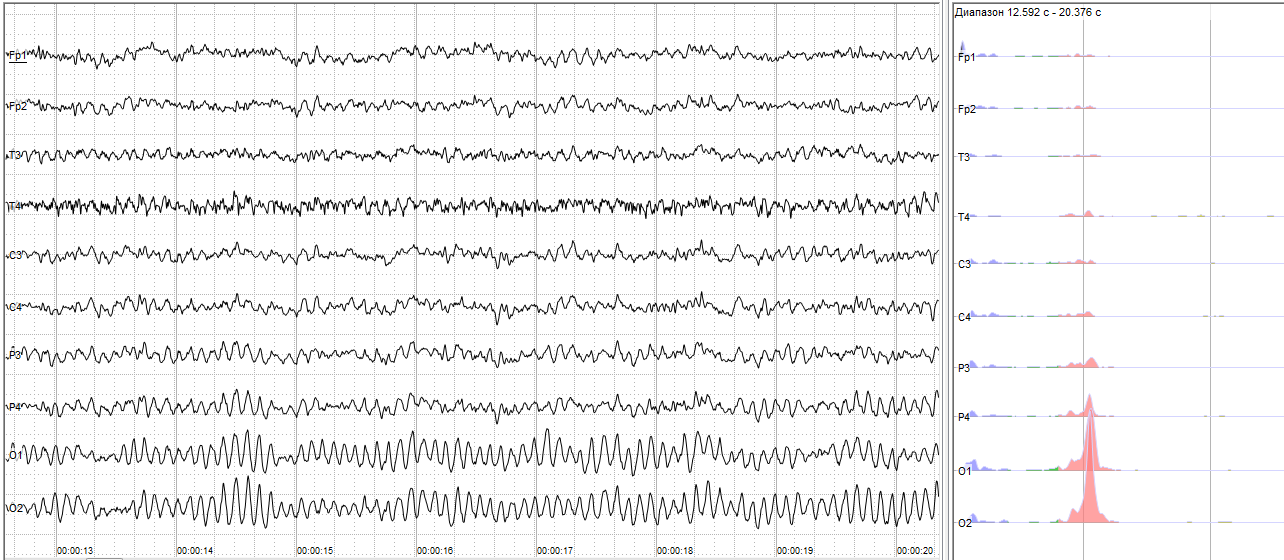
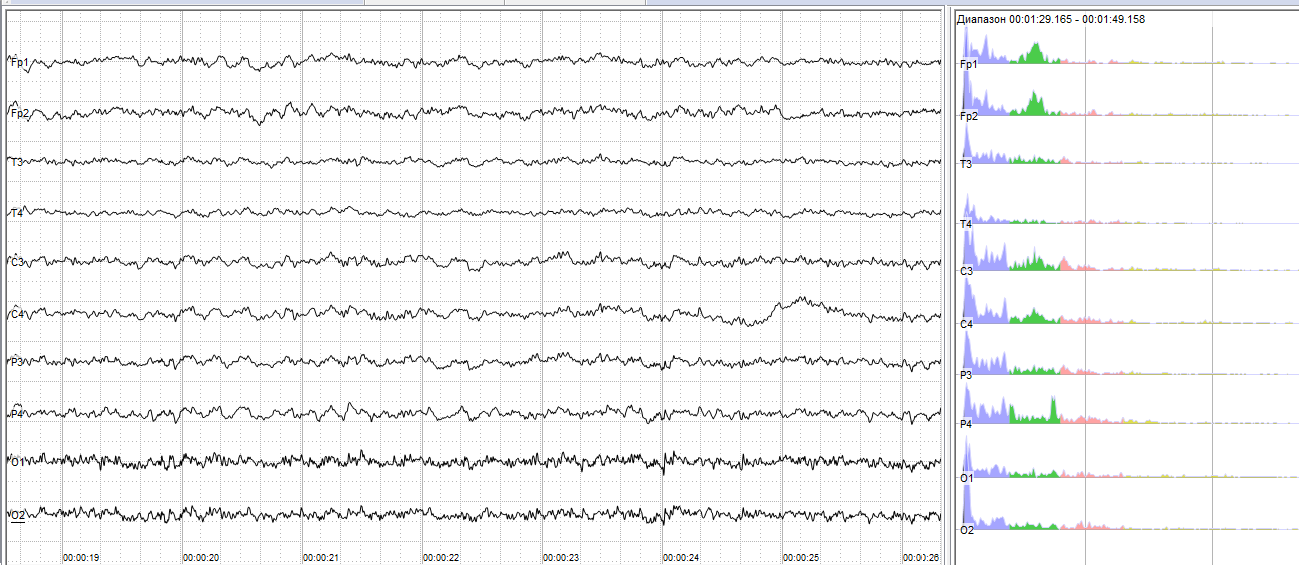
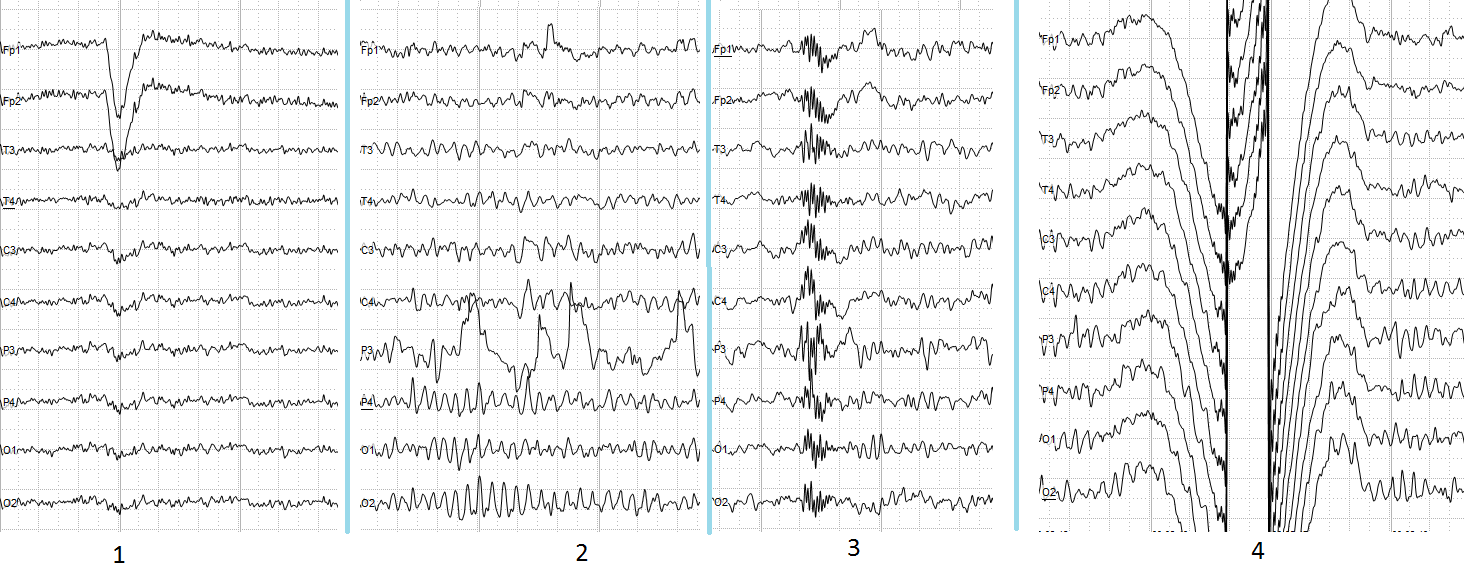
ثانية واحدة من إشارة تخطيط امواج الدماغ

يوصف ال (EEG) بمصطلحي (1) النشاط الإيقاعي و (2) الحالات العابرة. يقسم النشاط الإيقاعي إلى حزم تبعا للتردد. يتم تسمية حزم الترددات بأسماء معينة (مثلا النشاط الإيقاعي الواقع بين 8-12 هيرتز يدعى «ألفا»)، لكن برزت هذه التصميمات لانه لوحظ أن النشاط الإيقاعي ضمن نطاق محدد من الترددات له توزيعات على فروة الرأس أو له اهمية حيوية معينة. تستخرج حزم الترددات باستخدام طرق طيفية (مثل ولش) متوافرة مجانا في برمجيات ال (EEG) مثل EEGLAB و Neurophysiological Biomarker Tool Box. وتسمى المعالجة المحوسبة لل (EEG) بتخطيط امواج الدماغ الكمي.
تقع معظم الاشارات الدماغية الموجودة على فروة الرأس في نطاق1-20 هيرتز (أي نشاط اعلى أو اقل غالبا ما يكون اصطناعيا، تبعا تقنيات التسجيل السريرية المعيارية). تقسم الاشكال الموجية إلى نطاقات ترددية عرضية وتعرف بألفا، بيتا، ثيتا، ودلتا للدلالة على الأهمية الكبيرة لاستخدام ال (EEG) في الممارسة السريرية.
| الحزمة | التردد (بالهيرتز) | الموقع                                                                                           | طبيعيا | مرضيا |
| ------ | ----------------- | ------------------------------------------------------------------------------------------------ | --- | --- |
| دلتا   | <4                | عند البالغين في الامام، في الخلف عند الاطفال، موجات عالية السعة.                                 | - مرحلة نوم الموجة البطيئة عند البالغين. - في الاطفال. - وجدت في بعض المهمات التي تحتاج للانتباه المستمر.                                                  | - الجروح تحت القشرية. - الجروح المنتشرة. - اعتلال استسقاء الرأس الدماغي الايضي. - جروح وسطية عميقة                                                               |
| ثيتا   | 4-7               | موجود في مواقع لا تتعلق بعمل اليد                                                                | - اعلى في الاطفال الصغار. - النعاس عند البالغين والمراهقين. - التسكع. - مصاحبة لتثبيط الاستجابات المثارة (ترتفع عندما يحاول الشخص كبت ردود فعل)            | - جروح تحت قشرية مركزية. - اعتلال الدماغ الايضي. - اضطرابات وسطية عميقة. - بعض حالات استسقاء الرأس                                                               |
| ألفا   | 8-15              | الاماكن الخلفية للرأس، كلا الجانبين، سعة أعلى في الجهة المهيمنة. أماكن مركزية (C3-C4) عند الراحة | - الاسترخاء. - اغلاق العينين. - مصاحبة للتحكم بالتثبيط وتهدف لتوقيت الانشطة المثبطة في اماكن مختلفة من الدماغ.                                             | - غيبوبة |
| بيتا   | 16 – 31           | كلا الجانبين، توزيع متماثل، معظمها امامية؛ موجات ذات سعات منخفضة.                                | - المدى: الهدوء النشط-<انفعال-<توتر-<وسواس خفيف. - التفكير النشط، التركيز، اليقظة العالية، العصبية                                                         | - بنزوديازيبين |
| جاما   | 32 +              | القشرة الحسية الجسدية                                                                            | - تظهر خلال المعالجة عبر الوسائط الحسية (افعال تحتاج لحاستين مختلفتين، مثل الصوت والرؤية). - خلال الذاكرة القصيرة لتمييز الاشياء، الاصوات والاحاسيس الحسية | - انخفاض في نشاط حزمة جاما قد تكون مصاحبة لانخفاض الادراك، خاصة عندما تتعلق بحزمة ثيتا؛ الا انه لم يتم اثبات استخدامها في القياسات التشخيصية السريرية            |
| ميو    | 8 – 12            | القشرة الحسية الحركية                                                                            | تظهر حالة الراحة للخلايا العصبية الحركية. | - تثبيط حزمة ميو قد تشير إلى ان الخلايا العصبية الحركية المرآتية تعمل. عدم القدرة على تثبيط ميو، وبالتالي الخلايا العصبية المرآتية، يلعب دورا مهما في مرض التوحد |

ممارسة استخدام ارقام كاملة فقط في التعريفات تأتي من الاعتبارات العملية في أيام يتم فيها تعداد كل الدورات على ورق التسجيل. ما يؤدي إلى فجوات في التعريفات. تم تحديد التعريفات النظرية بشكل حذر حتى تتضمن جميع الترددات. لسوء الحظ، لا يوجد اتفاقية على مرجع معياري لما يجب ان تكون عليه هذه المستويات - قيم النهاية العليا لحزمة ألفا والنهاية السفلى لحزمة بيتا تتضمن 12، 13، 14 و 15. إذا كان حد العتبة يساوي 14 هيرتز، بالتالي فإن أبطأ موجة لبيتا تستغرق نفس الفترة الزمنية لأطول قمة (70) متر مما يجعلها أكثر قيمة مفيدة.
| الحزمة | التردد (هيرتز) |  |
| ------ | -------------- |  |
| دلتا   | <4             |  |
| ثيتا   | ≥ 4 و <8       |  |
| ألفا   | ≥ 8 و <14      |  |
| بيتا   | ≥ 14           |  |

البعض يقوم أحيانا بتقسيم الحزم إلى حزم فرعية لأغراض تحليل البيانات.

### أنماط الموجة

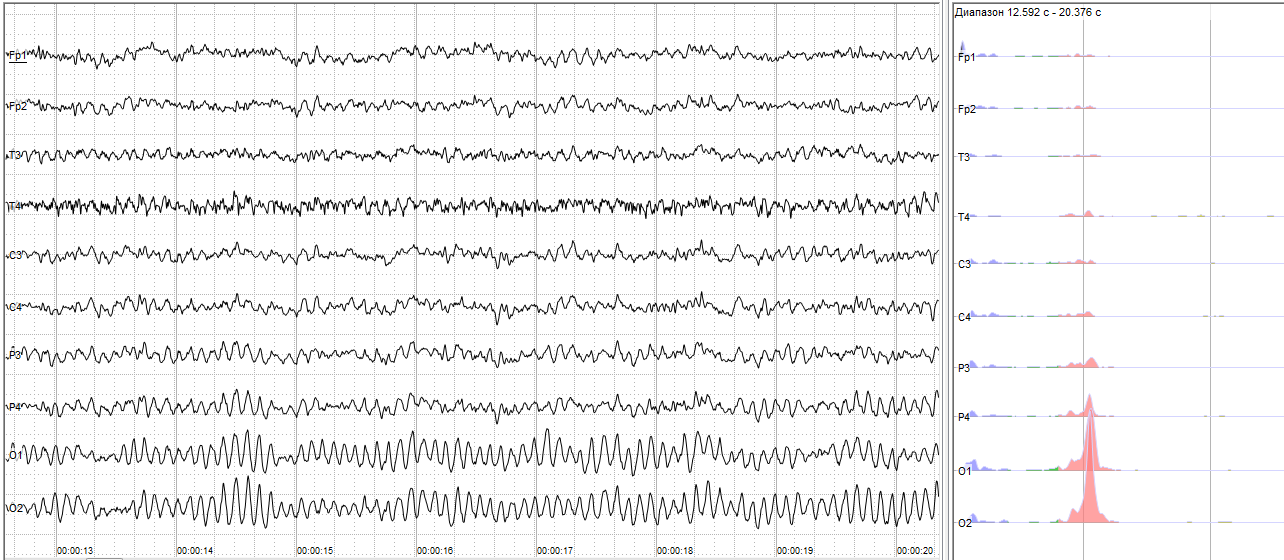

- دلتا: هو نطاق التردد حتى 4 هيرتز. تعد الاعلى من حيث السعة والأبطأ من حيث السرعة. تُرى بشكل طبيعي عند البالغين في مرحلة نوم الموجة البطيئة. كما تُرى بشكل طبيعي عن الأطفال. من الممكن ان تحدث بشكل مركزي مع الجروح تحت القشرية وفي التوزيع العام مع الجروح المنتشرة وفي اعتلال استسقاء الرأس الدماغي الايضي أو الجروح الوسطية العميقة. عادة تكون في منطقة الرأس الامامية عند البالغين (مثل حزم دلتا الايقاعية المتقطعة الامامية) ومن الخلف عند الأطفال (مثل حزم دلتا الايقاعية المتقطعة خلف الجمجمة).

أمواج دلتا

أمواج ثيتا

- ثيتا: هو نطاق التردد من 4 حتى 7 هيرتز. عادة توجد في الأطفال اليافعين. من الممكن رؤيتها عند النعاس أو اليقظة في الأطفال الأكبر سنا أو البالغين؛ ويمكن ان نجدها عند التأمل.[45] زيادة ثيتا مع العمر تمثل نشاطا غير طبيعيا. من الممكن رؤيتها كاضطراب مركزي في الجروح تحت القشرية المركزية. وفي التوزيع العام في الاضطراب المنتشر أو اعتلال الدماغ الايضي أو الاضطرابات الوسطية العميقة أو في بعض حالات استسقاء الرأس. في المقابل، هذه المستويات تتواجد عند الراحة، التأمل وفي الحالات الابداعية.

أمواج ألفا

- ألفا: هو نطاق التردد من 7 حتى 14 هيرتز. قام هانز بيرجر بتسمية أول نشاط ايقاعي في تخطيط امواج الدماغ باسم موجة ألفا. وتعد«الإيقاع الاساسي الخلفي» (تسمى أيضا «الإيقاع السائد الخلفي» أو «ايقاع الفا الخلفي»)، نجده في المناطق الخلفية للرأس على كلا الجانبين، وبسعة اعلى في الجهة السائدة. تظهر عند اغلاق الاعين وعند الراحة، وتقل مع فتح العيون وبذل مجهود عقلي. الإيقاع الاساسي الخلفي عادة ابطا من 8 هيرتز في الأطفال اليافعين (تقنيا في نطاق ثيتا).

بالإضافة للإيقاع الاساسي الخلفي، يوجد ايقاعات الفا طبيعية مثل ايقاع ميو (نشاط الفا في المنطقة القشرية الحركية الحسية للجهة الجانبية) التي تظهر عندما تكون الايدي والاذرع في حالة خمول، و«الإيقاع الثالث» (نشاط الفا في الفصوص الامامية أو الصدغية «خلف الجمجمة»). من الممكن ان تكون الفا غير طبيعية؛ على سبيل المثال، عندما يُظهر تخطيط الدماغ حزم الفا مدمجة كما في حالة الغيبوبة، وعادة لا تستجيب لأي مؤثرات خارجية وتسمى «غيبوبة ألفا».

الايقاع الحسي الحركي, ايقاع ميو

أمواج بيتا

- بيتا: هو نطاق التردد بين 15 و 30 هيرتز. يرى عادة على كلا الجانبين بتوزيع متماثل وغالبا ما تسود في المنطقة الامامية للرأس. يرتبط نشاط بيتا بالسلوك الحركي وعادة يقل عند الحركات النشطة.[45] سعة قليلة لبيتا مع ترددات متنوعة ومتعددة مصاحبة للتفكير النشط، المشغول أو العصبي، وعند التركيز العالي. بيتا الايقاعية مع مجموعة من الترددات السائدة تصاحب مجموعة من الامراض وتفاعلات الادوية، خاصة بينزوديازيبين. من الممكن ان تقل أو تختفي في المناطق التي تعاني من ضرر في قشرة الدماغ. يعد بيتا الإيقاع السائد عند المرضى اليقظين أو العصبين أو الذين تكون اعينهم مفتوحة.

أمواج جاما

- جاما: هو نطاق التردد بين 30-100 هيرتز. يُعتقد أن ايقاعات جاما تمثل ارتباط تجمعات من الخلايا العصبية المختلفة معا على شكل شبكة بهدف إنشاء وظيفة حركية أو ادراكية.[2]

ميو: هو نطاق التردد بين 8-13 هيرتز. وتتداخل بشكل جزئي مع ترددات أخرى. تعكس الانطلاق المتزامن للخلايا العصبية الحركية في حالة الراحة. يُعتقد أن تثبيط حزمة ميو تعكس انظمة الخلايا العصبية المرآتية، لأنه عند ملاحظة عمل معين، يختفي نمط الموجة، قد يكون بسبب النظام العصبي الطبيعي ونظام الخلايا العصبية المرآتية «تخرج عن التماثل»، وبالتالي تؤثر بعضها على بعض.
يتم تسجيل النشاط «فائق البطء» أو «التيار شبه المستمر» من خلال مكبرات التيار المستمر في بعض الابحاث. لا يتم عادة تسجيله في الحالات السريرية لان الإشارة على هذه الترددات معرضة للكثير من الشوائب.
بعض خصائص تخطيط الدماغ عابرة أكثر منها ايقاعية. تمثل الامواج الحادة والمسمارية نشاط تشنجي أو نشاط بين نشبي عند الاشخاص المصابين بالصرع أو معرضين لمرض الصرع. تعد الموجات الرأسية ومحاور النوم بشكل طبيعي النوم الطبيعي هي صفات زائلة طبيعية أخرى.
لاحظ أنه يوجد هناك عدة أنواع من الانشطة غير الشائعة احصائيا، لكنها غير مرتبطة بأية علة أو مرض. تسمى هذه عادة «المتغيرات الطبيعية». كمثال عليها ايقاع ميو.
يختلف تخطيط الدماغ الطبيعي مع العمر. تخطيط الدماغ عند حديثي الولادة مختلف قليلا عن تخطيط الدماغ عند البالغين. فتخطيط الدماغ في الطفولة يمتاز بتذبذبات ترددية أبطأ مقارنة مع البالغين.
كما يختلف تخطيط الدماغ الطبيعي حسب الحالة. يستخدم تخطيط امواج الدماغ مع قياسات أخرى مثل (EMG,EOG) لتحديد مراحل النوم من خلال تخطيط النوم. المرحلة الأولى للنوم (مساوية للنعاس في بعض الانظمة) تظهر على تخطيط الدماغ على شكل سقوطات في الإيقاع الاساسي الخلفي. في هذه الحالة يمكن أن ترتفع ترددات ثيتا. قام سانتا ماريا وشيابا بفهرسة عدد من الانماط المتنوعة المصاحبة للنعاس. المرحلة الثانية للنوم تتميز بمحاور النوم - اشواط عابرة من النشاط الإيقاعي في النطاق ما بين 12-14 هيرتز (تسمى احيانا بحزمة سيجما) التي تتميز بحد اقصى مركزي-امامي. معظم النشاط في المرجلة الثانية يقع بين 3-6 هيرتز. المرحلة الثالثة والرابعة من النوم تعرف بوجود ترددات دلتا وتسمى معا «نوم الموجات البطيئة». المرحلة الأولى حتى الرابعة تشمل النوم مع عدم حركة العين بشكل سريع. تخطيط الدماغ في حالة تحريك العين بشكل سريع يظهر شبيها إلى حد ما مع تخطيط الدماغ في حالة الاستيقاظ.
يعتمد تخطيط امواج الدماغ عند التخدير على نوع المخدر المستخدم. في المخدرات المهجنة، مثل هالوثان، أو المواد التي تؤخذ عبر الوريد مثل بروبوفول، يرى النمط غير التفاعلي والسريع لألفا (أوبيتا منخفضة) لتخطيط امواج الدماغ على معظم فروة الرأس، خاصة في المنطقة الامامية؛ يعرف في بعض المصطلحات القديمة بنمط WAR (واسع النطاق الامامي السريع), وهو عكس نمط WAIS (واسع النطاق البطيء) المصاحبة لجرعة عالية من الافيونات. بدأ فهم اثار المخدر على اشارات التخطيط الدماغي خلال مرحلة عمل الدواء على أنواع مختلفة من المشابك العصبية وعلى الدارات التي تسمح بالنشاط العصبي المتزامن.

## الشوائب

### الشوائب الحيوية
كشف تخطيط امواج الدماغ (EEG) اشارات كهربائية على طول فروة الرأس، تصدر من مصدر غير-دماغي، تسمى بالشوائب.
عادة ما تكون معلومات تخطيط الدماغ ملوثة دائما بالشوائب. تكون سعة إشارة الشوائب أكبر مقارنة بسعة الاشارات المخية لموقع معين. لهذا السبب فإنه من الضروري تفسير نتائج الدماغ بخبرة سريريا.
بعض الانواع المعروفة للشوائب الحيوية تتضمن:
- الشوائب الناتجة عن العين (مثل، طرفات العين، حركات العين ونشاط العضلة الخارجية للعين).
- الشوائب الناتجة من تخطيط القلب (ECG).
- الشوائب الناتجة عن تخطيط العضلات (تنشيط العضلات) (EMG).
- الشوائب الناتجة عن حركة اللسان.

أكثر الشوائب البارزة، الناتجة عن حركة العين، تحدث من خلال فرق الجهد بين الشبكية والقرنية في العين، والذي يعد كبيرا نوعا ما مقارنة مع فروق الجهد الدماغية. عندما تثبت حركة العين والجفون تماما، فإن ثنائي القطب القرني- الشبكي لا يؤثر على تخطيط الدماغ (EEG). ومع ان ومضات العين تحدث عدة مرات في الدقيقة الواحدة، فإن حركات الاعين تحدث أكثر من مرة خلال الثانية الواحدة. تتحرك عادة الجفون عند الومض أو خلال الحركات الافقية للعين، فتحدث جهدا عاليا يرى في معظم الأحيان بين قنوات تخطيط العيون الكهربائي (EOG) الموجودة اعلى واسفل العينين. يعتبر تفسير معلن لهذا الجهد أن جفون العين أقطاب منزلقة، التي تنقل دارة القرنية الصغيرة ذات الشحنة الايجابية إلى الجلد المحيط بالعين. إن دوران كرات العين، وبالتالي ثنائي القطب القرني- الشبكي، يزيد الجهد في اقطاب العين التي تدور، ويقلل الجهد في الاقطاب المعاكسة. تسمى حركة العين ب ساكاد أي حركة العين، تقوم أيضا بتوليد جهود فعل زائلة الكتروميوجرافية، يعرف بالجهد المسماري لحركة العين.يتداخل طيف هذه الجهود مع حزمة جاما، وتشوش تحليل استجابات حزمة جاما المحفزة كثيرا، مما يتطلب طرق خاصة لتصحيح الشوائب.
يولّد ومض العين الانعكاسي اوالمتأني جهود فعل الكتروميوجرافيكية، لكن هناك حركة انعكاسية أكثر اهمية لكرة العين خلال الومض التي تعطي صفات الظهور الشائبي لتخطيط الدماغ (EEG). (شاهد ظاهرة بيل).
سميت شوائب رفرفة العيون سابقا بإيقاع كابا (أو امواج كابا). توجد عادة في اسلاك التوصيل أمام الفص الجبهي، التي تقع فوق العين مباشرة. عادة، تصاحب النشاط العقلي. تقع عادة في مجال ثيتا (4-7 هيرتز) أو مجال ألفا (7-14 هيرتز). سميت بهذا الاسم لأنها كان يعتقد صدورها من الدماغ. الا ان دراسات لاحقة اثبتت صدورها من الرفرفة السريعة للجفون، احيانا لدرجة دقيقة الذي يجعل رؤيتها صعبة. تعتبر في الحقيقة ضجيجا في قراءات التخطيط الدماغي (EEG)، ولا يجوز تسميتها تقنيا بالإيقاع أو الموجة. لذلك، تسمى حاليا بظاهرة شوائب رفرفة الجفون، وليس ايقاع (أو موجة) كابا.
يمكن الاستفادة من هذه الشوائب في العديد من التطبيقات. يمكن استخدام اشارات (EOG) لكشف  ومتابعة حركات العين، والتي تعد مهمة جدا في تخطيط العين، كما تستخدم في تخطيط الدماغ التقليدي (EEG) لتقييم التغيرات المحتملة عند اليقظة، النعاس أو النوم.
تعد شوائب (EEG) شائعة ومن الممكن قراءتها بشكل خاطئ على شكل نشاط مسماري. لذلك، فإن تخطيط الدماغ الحديث يحتوي على قناة ECG من الأطراف. هذا يسمح لتخطيط امواج الدماغ (EEG) بالتعرف على عدم انتظام دقات القلب والذي يعد تشخيصا تفريقيا لفقدان الوعي أو الاضطرابات العرضية النوبية.
تحدث شوائب حركة اللسان نتيجة لفرق الجهد بين قمة وقاعدة اللسان. الحركة الثانوية للسان يمكنها تلويث تخطيط الدماغ، خاصة في امراض باركنسون والرعاش.

### الشوائبالبيئية
بالإضافة للشوائب الناتجة عن طريق الجسم، العديد من الشوائب تأتي من خارج الجسم أيضا. حركة المريض، أو حتى وضع الاقطاب، من الممكن ان تتسبب في فرقعات الأقطاب، مسامير ناتجة من التغير اللحظي في مقاومة القطب. التثبيت السيئ لأقطاب التخطيط الدماغي من الممكن ان يسبب شوائب ذات مدى بين 50 حتى 60 هيرتز، بالاعتماد على تردد النظام المحلي. مصدر ثالت له تأثير محتمل وجود القطارة الوريدية، تسبب انفجارات ذات جهد منخفض، سريعة، وايقاعي، ومن الممكن قراءتها على انها مسامير بشكل خاطئ.

### تصحيح الشوائب
مؤخرا، تم استخدام تقنيات تحليل المكونات المستقلة ICA لتصحيح أو ازالة الملوثات في تخطيط امواج الدماغ. تحاول هذه التقنيات منع خلط اشارات التخطيط الدماغي بعدد من المكونات الاساسية. هناك العديد من خوارزميات الفصل المصدرية، تفترض عادة طبيعية وتصرفات متنوعة لتخطيط الدماغ. بغض النظر عن ذلك، إن المبدأ خلف أي طريقة، تسمح بإعادة خلط المكونات التي تنتج قراءة نظيفة فقط في تخطيط الدماغ من خلال تصفير اوزان المواد غير المرغوب فيها. تم تطوير طرق اوتوماتيكية لرفض الشوائب، تستخدم طرق تحليل المكونات المستقلة.
في السنوات الاخيرة الماضية، بمقارنة المعلومات بين الاشخاص المصابين بالشلل وغير المصابين، يعد التلوث بالعضلات لتخطيط الدماغ شائع أكثر من ما كان معتقدا، خاصة في نطاق جاما ما فوق 20 هيرتز. على الرغم من ذلك، يظهر سطح لابلاس فعالية في ازالة شوائب العضلات، خصوصا للاقطاب المركزية، والتي تعد من اقوى الملوثات. المزج بين سطح لابلاس والتقنيات الأوتوماتيكية، اثبتت فعاليتها في الدراسات الحديثة في ازالة مكونات العضلات باستخدام تحليل المكونات المستقلة.

## نشاط غير طبيعي
يقسم النشاط الغير طبيعي إلى نشاط صرعي الشكل ونشاط غير صرعي الشكل. ومن الممكن تقسيمها أيضا إلى بؤرية أو منتشرة.
تمثل المخرجات صرعية الشكل البؤرية جهودا سريعة ومتزامنة في عدد كبير من الخلايا العصبية في مناطق معينة في الدماغ. وتحدث على شكل نشاط بين نشبي، بين التشنجات، وتمثل منطقة من التهيج القشري، الذي تعرض مسبقا لتشنجات صرعية. لا يمكن الاعتماد على المخرجات البين نشبية لتحديد إذا كان الشخص يعاني من الصرع، أو تحديد مصدر التشنجات. (اقرأ الصرع البؤري)
تمتلك المخرجات العامة صرعية الشكل حد اقصى أمامي، لكن يمكن رؤيتها بشكل متماثل في جميع اجزاء الدماغ. وتمثل تشخيص قوي للصرع العام.
يحدث النشاط البؤري غير صرعي الشكل غير الطبيعي في مناطق الدماغ التي تعاني من دمار مركزي لقشرة الدماغ أو المادة البيضاء. وتتكون من زيادة في الايقاعات الترددية البطيئة، أو فقدان في الايقاعات الترددية العالية الطبيعية. كما يظهر على شكل انخفاض بؤري أو غير جانبي في سعة إشارة تخطيط الدماغ (EEG).
يظهر النشاط غير صرعي الشكل المنتشر غير الطبيعي كإيقاعات بطيئة منتشرة بشكل غير طبيعي، أو انخفاض جانبي للإيقاعات الطبيعية، مثل (PBR).
تستخدم اقطاب تخطيط الدماغ داخل قشرة الدماغ جنبا لجنب مع الاقطاب تحت السحائية لتميز وتفصل الشوائب من صرعي الشكل وغيرها من الاحداث العصبية الشديدة.
حصلت قياسات أكثر حداثة للإشارات غير الطبيعية في تخطيط الدماغ على الانتباه مؤخرا كمؤشرات حيوية طبيعية محتملة لاضطرابات مختلفة مثل مرض الزهايمر.

### الاتصال عن بعد
رصد مكتب ابحاث الجيش الأمريكي في عام 2009 مبلغ 4 ملايين دولار للباحثين في جامعة كاليفورنيا في ايرفين، لتطوير تقنيات معالجة تخطيط امواج الدماغ، للتعرف على روابط الكلام التخيلي واتجاه معتمد لتمكين الجنود من التواصل في ساحة المعركة من خلال إعادة تشكيل محوسبة لمجموعة من اشارات التخطيط الدماغي لأعضاء الفرقة، على شكل اشارات مفهومة مثل الكلمات.

## علم الاقتصاد
يوجد اجهزة EEG غير باهظة للاستخدامات البحثية منخفضة التكاليف ولأسواق المستهلكين. مؤخرا، صغرت بعض الشركات الدرجات الطبية لتكنولوجيا تخطيط الدماغ لخلق نسخ متاحة لجمهور اوسع. قامت بعض هذه الشركات بوضع اعلانات لأجهزة EEG تجارية بتكلفة اقل من 100 دولار للجهاز.
- في عام 2004، اطلقت OpenEEG اجهزة تخطيط دماغ معيارية كمصدر مفتوح. وبرمجية مصدر مفتوح تتضمن لعبة لموازنة كرة.
- في عام 2007، اطلقت Neurosky أول جهاز EEG متوافر للمستهلك مع لعبة NeuroBoy. يعتبر هذا الجهاز أول جهاز كبير الحجم يستخدم تكنولوجيا الاستشعار الجاف.[65]
- في عام 2008، طورت تكنولوجيا OCZ جهاز يستخدم في ألعاب الفيديو يعتمد بشكل اساسي على تخطيط العضلة الإلكتروني.
- في عام 2008، أعلن المطور Square Enix في Final Fantasy، ان هناك شراكة مع Neurosky لإطلاق لعبة، جوديكا.[66][67]
- في عام 2009, تشاركت Mattel مع Neurosky لإطلاق Mind Flex، وهي لعبة تستخدم EEG لتوجيه كرة خلال مسار من العقبات. تعد من أفضل مبيعات المستهلكين حتى الآن.[66][68]
- في عام 2009, شاركت مصانع العم Malton مع Neurosky لإطلاق Star Wars Force Train، وهي لعبة صممت لخلق وهم تملك القوة.[66][69]
- في عام 2009، اطلقت Emotiv جهاز Epoc، وهو جهاز EEG يتكون من 14 قناة. يعتبر Epoc أول BCI تجاري لا يستخدم تكنولوجيا الاستشعار الجاف، يتطلب من المستخدمين إضافة محلول ملحي إلى وسادات الأقطاب (التي يجب ترطيبها بعد ساعة أو ساعتين من الاستخدام).[70]
- في عام 2010, اضافت Neurosky الكتروميوجراف وومضة إلى MindSet [71]
- في عام 2011, أطلق Neurosky, Mindwave, وهو جهاز EEG لأغراض تعليمية وللألعاب.[72] فاز MindWave بكتاب جينيس للأرقام القياسية بجائزة «أثقل جهاز تحرك باستخدام واجهة تحكم بواسطة الدماغ».[73]
- في عام 2011, أطلق Rhythmlink اقطاب EEG مشبكة يمكن التخلص منها، مسطحة، قطب EEG لاستخدام واحد. تزود الاقطاب الشبكية مساحة سطح أكبر لتزويد منطقة اتصال أكبر مع المواد الموصلة وتوفر تجربة مريحة للمريض.
- في عام 2012, مشروع ياباني للادوات الصغيرة، Neurowear, أطلق Necomimi: وهو عبارة عن سماعات للرأس بآذان قطة متصلة بمحركات. السماعة عبارة عن اتحاد بين Neurosky و Mindwave مع محركين على عصابة الرأس التي يجب أن تتصل فيها آذان القطة. تغطي المحركات اغطية على شكل آذان القطة، فيسجل الجهاز الحالات العاطفية التي تؤثر على حركة الآذان. فمثلا، تنخفض الآذان على الجانبين في حالة الراحة، وترتفع مجددا في حالة الاثارة.
- في عام 2014, أطلق Open BCI مصدر مفتوح يربط الدماغ بواجهة حاسوب بعد حملة ناجحة عام 2013. يمتلك ال BCI الاساسي 8 قنوات، قابلة للتوسع إلى 16 قناة، وتدعم EEG, EKG, EMG. ويعتمد على ادوات تكساس ADS1299 IC و Arduino أو متحكم PIC، بتكلفة 399 دولار للنسخة الاساسية. يستخدم اقطاب كوبية معدنية معيارية ولواصق موصلة.
- في عام 2014, أطلق HyperNeuro سماعات EEG قابلة للارتداء. تتكون السماعة الاساسية من قناة واحدة فقط، بسبب وجود قطب نشط عالي الاداء، يستطيع قياس الحالة العقلية بشكل صحيح.[74]

## تاريخ

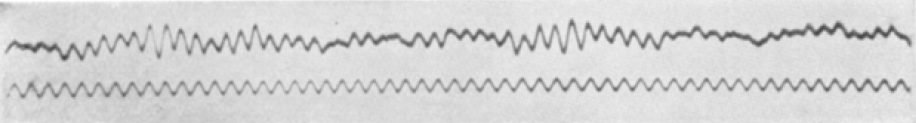
اول تسجيل لتخطيط امواج الدماغ عام 1924 من خلال هانز بيرجر. الجزء العلوي تخطيط اموج الدماغ, الجزء السفلي إشارة بقوة 10 هيرتز

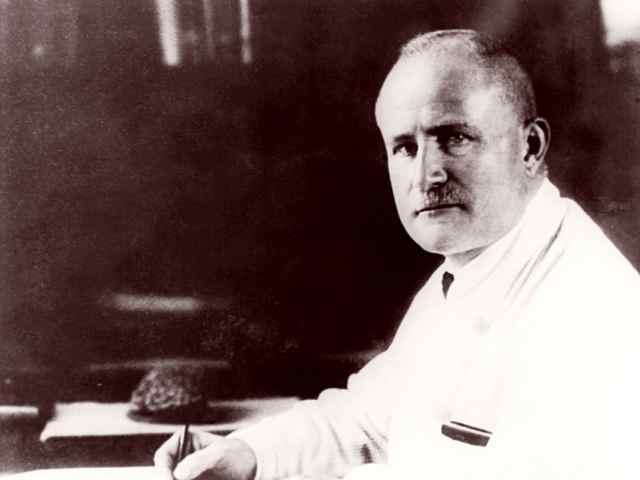
هانز بيرجر

تم تفصيل التاريخ التالي بواسطة باربارا سوارتز في تخطيط امواج الدماغ وفسيولوجيا الاعصاب السريرية. في عام 1875, رتشارد كاتون (1842-1926), فيزيائي يعمل في ليفربول. عرض مكتشفاته حول الظاهرة الكهربائية لأنصاف الكرات الدماغية المكشوفة للأرانب والقرود، في المجلة الطبية البريطانية. في عام 1890, نشر الفسيولوجي البولندي ادولف بيك حول النشاط الكهربائي التلقائي لدماغ الارانب والكلاب، ويتضمن التذبذبات الايقاعية التي تتنبه بالضوء. بدأ بيك تجاربه على النشاط الكهربائي للدماغ على الحيوانات. وضع الاقطاب مباشرة على سطح الدماغ لفحص تحفيزات الجواس. مشاهداته حول تغيرات نشاط الدماغ ادى ال مفهوم امواج الدماغ.
في عام 1912, نشر الفسيولوجي الروسي فلاديمير فلاديميروفتش نيملنسكي أول تخطيط دماغ للحيوانات والجهود المحفزة للثدييات (الكلاب). في عام 1914, صور نابوليون سابولنكي وجيليسكا-ماسيزنيا تسجيل EEG لتشنجات محفزة تجريبيا.
سجل الفسيولوجي وعالم النفس الألماني هانز بيرجر (1873-1941) أول EEG للإنسان عام 1924. بالتوسع على الأعمال السابقة على الحيوانات من خلال ريتشارد كاتون وغيره، اخترع بيرجر جهاز تخطيط امواج الدماغ. (اعطى الجهاز اسمه), اختراع وصف على انه (واحد من أكثر التطورات المدهشة، الرائعة واللحظية في تاريخ الاعصاب السريرية). تم تأكيد اختراعاته في البداية من خلال العالم البريطاني ادغار دوغلاس ادريان و B.H.C ماثيو عام 1934, كما قاموا بتطويره.
في عام 1934, اثبت فيشر ولوين باك السامير الصرعية الشكل. وفي عام 1935, وصف دافس ولينوكس الموجات المسمارية البين نشبية ونمط الثلاث دوائر لغياب التشنجات السريرية، وهو من بدأ في حقل تخطيط امواج الدماغ. في عام 1936 سجل جبس وجاسبر المسامير بين النشبية كمميز مركزي لمرض الصرع. في نفس العام، افتتح مستشفى ماساتشوستس العام أول مختبر لتخطيط امواج الدماغ.
طور فرانكلين اوفنر (1911-1999) بروفيسور في الفيزياء الحيوية في جامعة نورث ويسترن نوع من تخطيط امواج الدماغ (EEG), يتكون من كاتب حبري كهربي اجهادي يسمى «كريستوجراف» (يعرف الجهاز ككل باسم اوفنر دينوجراف).
في عام 1947, اسس مجتمع تخطيط امواج الدماغ EEG الأمريكي أول مؤتمر (EEG) عالمي. في عام 1953 وصف كليتمان واسيرينسكي النوم «ذو حركة العين السريعة».
في عام 1950, طور وليم جراي والتر مساعد لتخطيط الدماغ (EEG) يسمى "الرسم الدقيق لتخطيط الدماغ (EEG Topography)” , بحيث سمح بتخطيط النشاط الكهربائي على طول سطح الدماغ. تمتع هذا الاختراع بشعبية كبيرة، وكان يعتقد انه سيكون ذو اهمية كبيرة في علم النفس، لكنه لم يتم قبوله نهائياً من علماء الأعصاب وبقي لفترة طويلة كأداة بحثية.

## البحث المستقبلي
يستخدم تخطيط امواج الدماغ لعدة اهداف بالإضافة إلى استخداماته التقليدية في التشخيص السريري وعلم الاعصاب الدماغية التقليدية. كانت من استخداماته الأولى خلال الحرب العالمية الثانية بواسطة سلاح الجو الأمريكي لمتابعة الطيارين المعرضين لخطر التشنج، ما زال تسجيلات تخطيط امواج الدماغ طويلة المدى يستخدم حتى يومنا هذا في مرضى الصرع لتوقع التشنجات.
لا يزال التغذية الراجعة العصبية فرعا مهما، وفي معظم اشكاله المطورة استخدم كأساس لواجهات ربط الدماغ مع الحاسوب. كما يستخدم تخطيط امواج الدماغ أيضا في مجال علم التسويق العصبي.
يتغير تخطيط امواج الدماغ مع اختلاف الادوية المؤثرة على وظائف الدماغ، فالمواد الكيميائية المكونة لها تعتبر اساس في علم النفس الدوائي.
سجلت تجارب بيرجر الأولى تأثير الادوية على تخطيط امواج الدماغ. طور علم تخطيط امواج الدماغ الدوائي طرقا للتعرف على المواد التي تؤثر على وظائف الدماغ، للاستفادة منها في استخدامات علاجية وابتكارية.
تحاول هوندا تطوير نظام يمكّن العامل على التحكم برجله الالي (Asimo) من خلال (EEG)، تأمل هذه التقنية في الاندماج مع سياراتها.
يستخدم تخطيط امواج الدماغ كدليل في المحاكمات الجنائية في مدينة ماهاراسترا الهندية.